# Mila (Algérie)
Pour les articles homonymes, voir Mila.
Mila (prononcé [mi.la]) (en arabe : ميلة; en berbère : ⵎⵉⵍⴰ), Milev à l'époque antique, est une ville dans le Nord-Est de l'Algérie, chef-lieu de la wilaya du même nom. Elle est située à l'est d'Alger, à proximité de Constantine.
La commune compte 69 052 habitants en 2008, elle dispose d'une médina millénaire toujours ceinte d'une muraille byzantine et qui abrite la plus ancienne mosquée en Algérie.

## Toponymie
Le nom romain de la ville est Milev. L'origine du nom Mila, connaît plusieurs interprétations :
- Milev, est un mot punique qui se compose de deux parties : MIL (« une fontaine » ou « eau »), et EV (« mille abreuvoirs » ou « terres irriguées »).
- Milo, signifie « ombre » en langue amazighe.
- Medius, désigne « la région centrale », à cause de sa situation géographique, entre les villes antiques : Cirta, Rosicada, Jijel et Sitifis.
- Milah, est le nom donné par les conquérants arabes.

## Géographie

### Situation
Le territoire de la commune de Mila est situé à l'Est de la wilaya de Mila. La ville est située sur un petit affluent du Oued Rhumel à 464 m d'altitude et dominée par la montagne de Marchau, à 53 km à l'ouest de Constantine et à moins de 380 km d'Alger.
| Zeghaia       | Sidi Merouane | Grarem Gouga                     |
| Oued Endja    | Mila          | Messaoud Boudjriou (Constantine) |
| Ahmed Rachedi | Sidi Khelifa  | Ain Tine                         |

### Localités
En 1984, la commune de Mila est constituée à partir des lieux-dits suivants :
- Mila Centre
- Douar El Bidi
- Mechta Bouhallouf
- Kenaza
- Kikaya
- Sennaoua
- Baba Rabah
- Sidi Khenenou
- Felaka
- Ain Nechma
- Sidi Boukhezer
- Bouffouh
- Kherba
- Marechou
- Mekhalfa
- Teyayba
- Boughacha
- Bouhama

### Tectonique
Le 7 août 2020, un séisme d'une magnitude de 4,9 frappe la ville de Mila et sa région, faisant des dégâts matériels sans pertes humaines.

### Climat
| Mois                                | jan. | fév. | mars | avril | mai  | juin | jui. | août | sep. | oct. | nov. | déc. | année |
| ----------------------------------- | ---- | ---- | ---- | ----- | ---- | ---- | ---- | ---- | ---- | ---- | ---- | ---- | ----- |
| Température moyenne (°C)            | 7,9  | 8,6  | 10   | 12,7  | 16,5 | 21,3 | 24,7 | 24,8 | 21,5 | 17   | 12,1 | 8,8  | 15,5  |
| Précipitations (mm)                 | 69   | 58,7 | 60,1 | 51,3  | 38,1 | 20,2 | 7,7  | 11,3 | 37,4 | 46,9 | 51,2 | 78,6 | 530,5 |
| Nombre de jours avec précipitations | 10,9 | 10,4 | 11,3 | 10,4  | 8,6  | 4,8  | 2,4  | 2,6  | 6,1  | 7,8  | 10,4 | 11   | 96,8  |

## Urbanisme

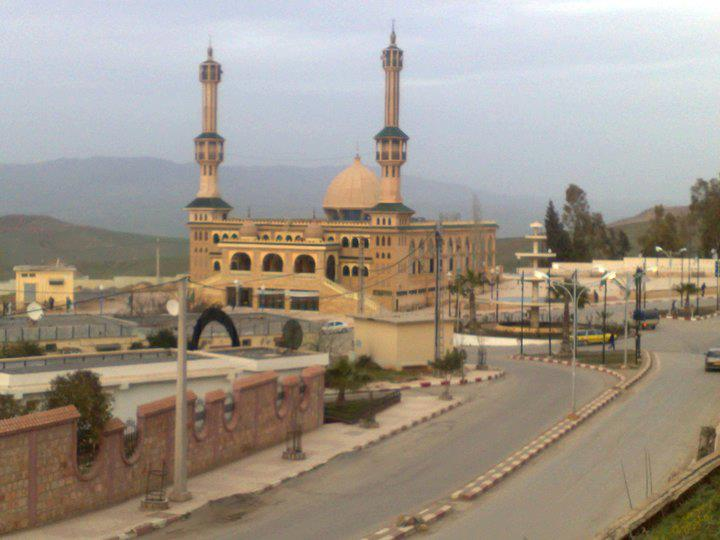
Mosquée de Mila

La ville est composée de plusieurs secteurs historiques : la vieille ville (la médina) est entourée d'un rempart byzantin. Elle a été doublée par une ville coloniale carrée, de l'autre côté du ravin.
La ville éclate aujourd'hui en tous sens. Sennaoua, ancienne mechta située à moins de 2 km au sud de la ville coloniale est devenue un quartier de la ville. Le quartier d'El-Kherba a été construit sur les hauteurs de la ville, dans un secteur non-propre à l'urbanisation et exposé aux secousses telluriques, car son sol étant instable et riche en eau et ses pentes sont raides.
Plusieurs quartiers ont une forte concentration de constructions illicites. Un projet de rénovation urbaine, a été mené dans les quartiers de Sennaoua, Thénia, Sidi-Seghir, la vieille ville, la cité Boukahlafa et la cité des 140 logements.
Le centre-ville abrite un jardin public du nom de Chaâboub Rachid, dont la création remonte à 1888, il dispose des arbres centenaires, des allées, des fleurs de toutes sortes et la statue romaine de « l'enfant et le veau ».

## Démographie

### Évolution démographique
La commune de Mila compte 69 052 habitants selon le recensement de 2008, dont 63 251 dans  l'agglomération chef-lieu. C'est la deuxième commune la plus peuplée de sa wilaya, après Chelghoum Laïd. La ville a connu un dynamisme démographique remarquable. Les taux d'accroissement annuel enregistrés sont supérieurs aux moyennes nationales et régionales, soit : 7% entre 1954 et 1966, 3% au cours de la période 1966-77, et 6,7% lors de la période 1977-88. Sur la période 1998-2008, ce taux a chuté à 1,4%, contre 1,3% pour l'ensemble de la wilaya.
| 1884  | 1892  | 1897  | 1902  | 1987   | 1998   | 2008   |
| ----- | ----- | ----- | ----- | ------ | ------ | ------ |
| 6 665 | 7 167 | 7 730 | 8 023 | 40 327 | 59 959 | 69 052 |

### Pyramide des âges
| Hommes | Classe d’âge | Femmes |
| ------ | ------------ | ------ |
| 0,44   | 80 ans et +  | 0,51   |
| 1,20   | 70 à 79 ans  | 1,39   |
| 2,12   | 60 à 69 ans  | 2,15   |
| 4,05   | 50 à 59 ans  | 3,77   |
| 5,63   | 40 à 49 ans  | 5,96   |
| 6,37   | 30 à 39 ans  | 6,86   |
| 10,13  | 20 à 29 ans  | 10,33  |
| 11,37  | 10 à 19 ans  | 11,05  |
| 8,62   | 0 à 9 ans    | 8,12   |

| Hommes | Classe d’âge | Femmes |
| ------ | ------------ | ------ |
| 0,44   | 80 ans et +  | 0,43   |
| 1,25   | 70 à 79 ans  | 1,19   |
| 1,96   | 60 à 69 ans  | 2,01   |
| 3,48   | 50 à 59 ans  | 3,42   |
| 5,23   | 40 à 49 ans  | 5,35   |
| 6,73   | 30 à 39 ans  | 6,83   |
| 10,89  | 20 à 29 ans  | 10,58  |
| 11,36  | 10 à 19 ans  | 11,05  |
| 9,05   | 0 à 9 ans    | 8,70   |

## Histoire

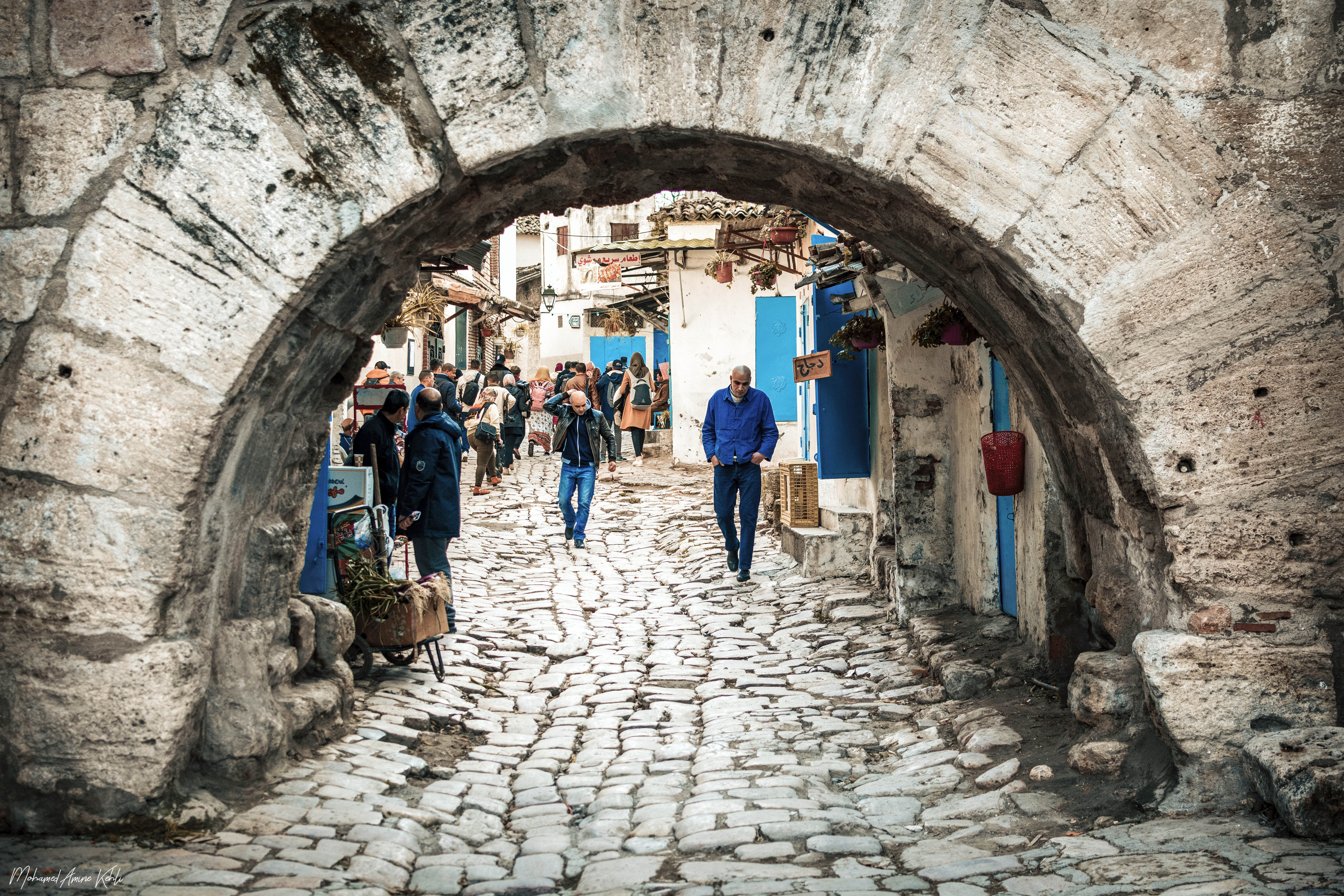
Bab el Bled au vieux Mila, qui conserve des vestiges de l'Antiquité.

### Période antique
La ville a été l'une des plus importantes cités du roi Massinissa qui était le premier souverain de la Numidie unifiée. Après la conquête romaine, elle était l'un des quatre grands castellums qui assuraient la protection de Cirta Régina (Constantine).
Mila était une ville importante dans l'antiquité, elle s'appelait Milev. Elle est affublée d'épithète de « Reine des céréales et du lait ». Avec Cirta, Chullu, et Rusicade, elle formait la « Confédération cirtéenne » qui englobait les quatre villes, qui avaient le titre de colonie romaine, dont le territoire était autonome par rapport aux autorités provinciales, et la citoyenneté romaine y est attribuée généreusement.
Au IVe siècle, elle a eu pour évêque Optat de Milève, auteur d'un traité célèbre contre les Donatistes, fort nombreux à cette époque en Afrique romaine. Mila est également le siège de deux conciles chrétiens tenus en 402 et 416 dont le dernier en a été tenu par Augustin d'Hippone (Saint Augustin).
Au VIe siècle, lors de la guerre contre les Vandales, Mila est conquise par Bélisaire sous l'empire de Justinien. La cité conserve encore la porte et le rempart byzantins, datant d'environ 540. La christianisation de la région s'est faite à grande échelle après la défaite des Vandales par les Byzantins, cette présence byzantine a duré jusqu’en 674.

### Période islamique

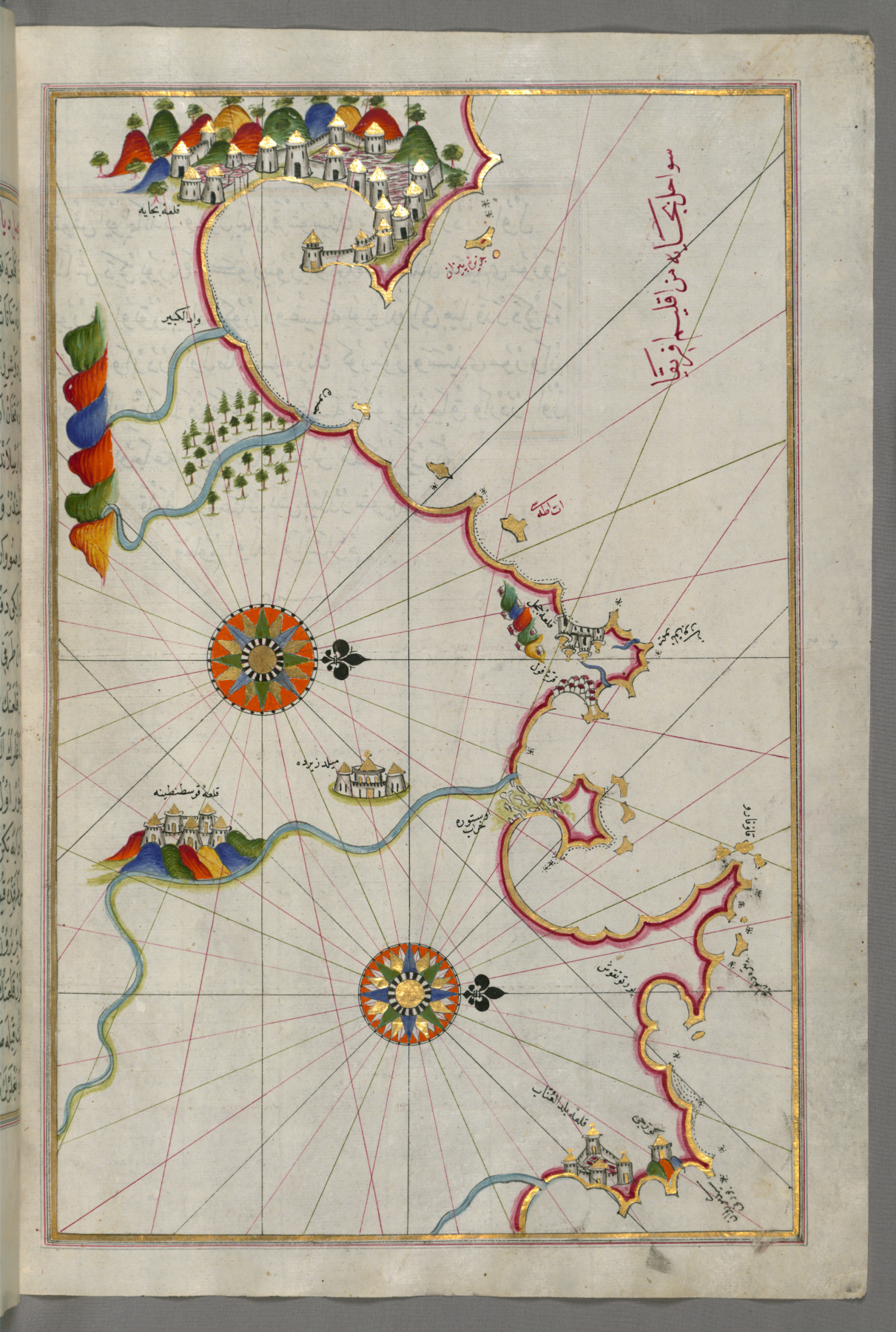
Carte par Piri Reis sur laquelle on voit Mila au centre du Constantinois, à proximité de Constantine.

Au VIIe siècle, la ville est prise par le conquérant arabe: Abou al-Mouhajir Dinar. Par la suite, la mosquée de Sidi Ghanem est construite à la fin du VIIe siècle, la ville abritait également une maison de l'émirat. 
Elle devient rapidement un centre administratif et militaire avant qu'elle ne soit remplacée par Tobna à l'époque aghlabide. Al-Yaqubi décrit Mila au IXe siècle comme une ville forte disposant de deux citadelles. Le chef de cette citadelle est un Arabe des Beni Solaym appelé Moussa Ibn Abbas qui tient son autorité du prince de Kairouan. Au début du Xe siècle, elle est reprise par les Berbères Ketamas et devient le centre de leur dissidence. La ville renaît au XIe siècle sous les Hammadides qui place un gouverneur sur place.
Al Idrissi décrit la population de Mila comme « ramassis de Berbères » (« ahlouha akhlat min al-barbar »). La ville recèle des vestiges datant de cette époque : des éléments de décor en stuc, fleurs et rosaces, montrent des ressemblances avec les décors trouvés à la Kalâa des Béni Hammad.
Durant la période ottomane, la ville est rattachée au beylik de l'Est. En 1628, sa population estimant trop lourds les impôts demandés par le bey de Constantine se révolte, cette révolte s'étend dans tout l'arrière-pays constantinois. Mila avait l'un des plus grands regroupements de kouloughlis du beylik.

### Époque coloniale française

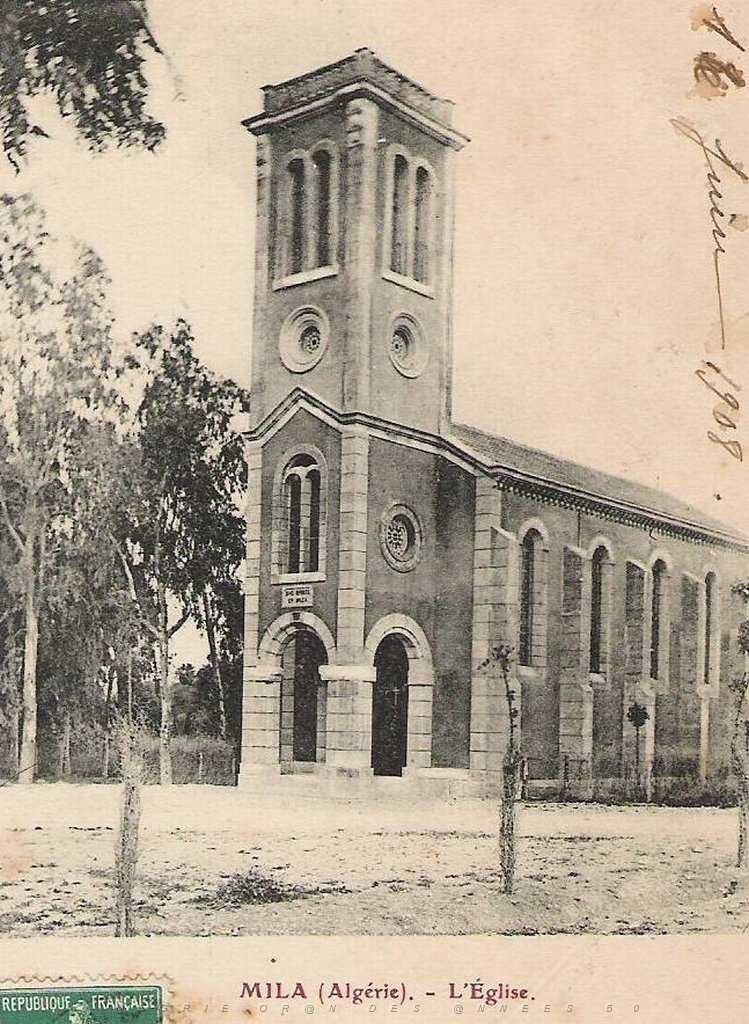
Église coloniale.

Au début du XXe siècle, la ville comptait 8 000 habitants, dont 400 Européens. Les Français avaient construit une nouvelle ville, environ 2 km à l'ouest du vieux Mila. Des bâtisses de style colonial forment un carré. En 1958 Mila, comptait 15 020 habitants.
Durant la Guerre d'Algérie, la région de l'est entourant Mila, Jijel, Collo et Constantine était le théâtre de très nombreuses batailles et accrochages contre l'Armée française. Parmi les dirigeants de la lutte armée algérienne, plusieurs étaient originaires de Mila et sa région, comme Abdelhafid Boussouf et Lakhdar Bentobal.

## Administration

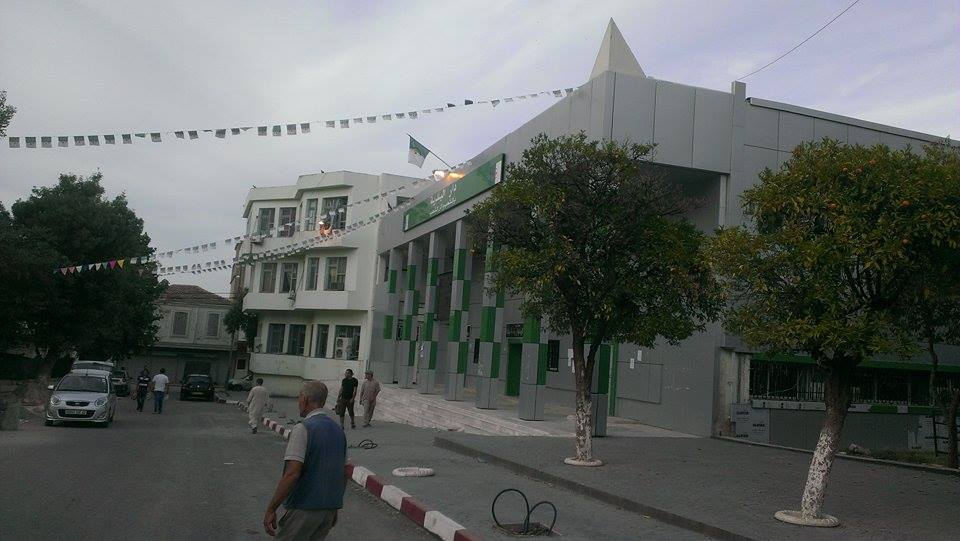
L'hôtel de ville.

La ville occupe des fonctions administratives importantes dans la région : commune de plein exercice en 1880, chef-lieu de sous-préfecture en 1957, chef-lieu d'arrondissement ( daïra ) en 1963, elle est élevée au rang de chef-lieu de wilaya en 1984.
La promotion administrative de Mila, est un modèle de réussite de la promotion urbaine en Algérie. Ce volontarisme étatique est dans le but de créer des « micro-pôles » satellites susceptibles de faire contrepoids à la métropole régionale de Constantine. Elle s'est accompagnée par l'émergence du secteur administratif.  À la veille de sa promotion, la commune a été privilégiée, alors que l'ensemble des autres villes de la wilaya ont vu leur dotation chuter après la promotion.

## Culture

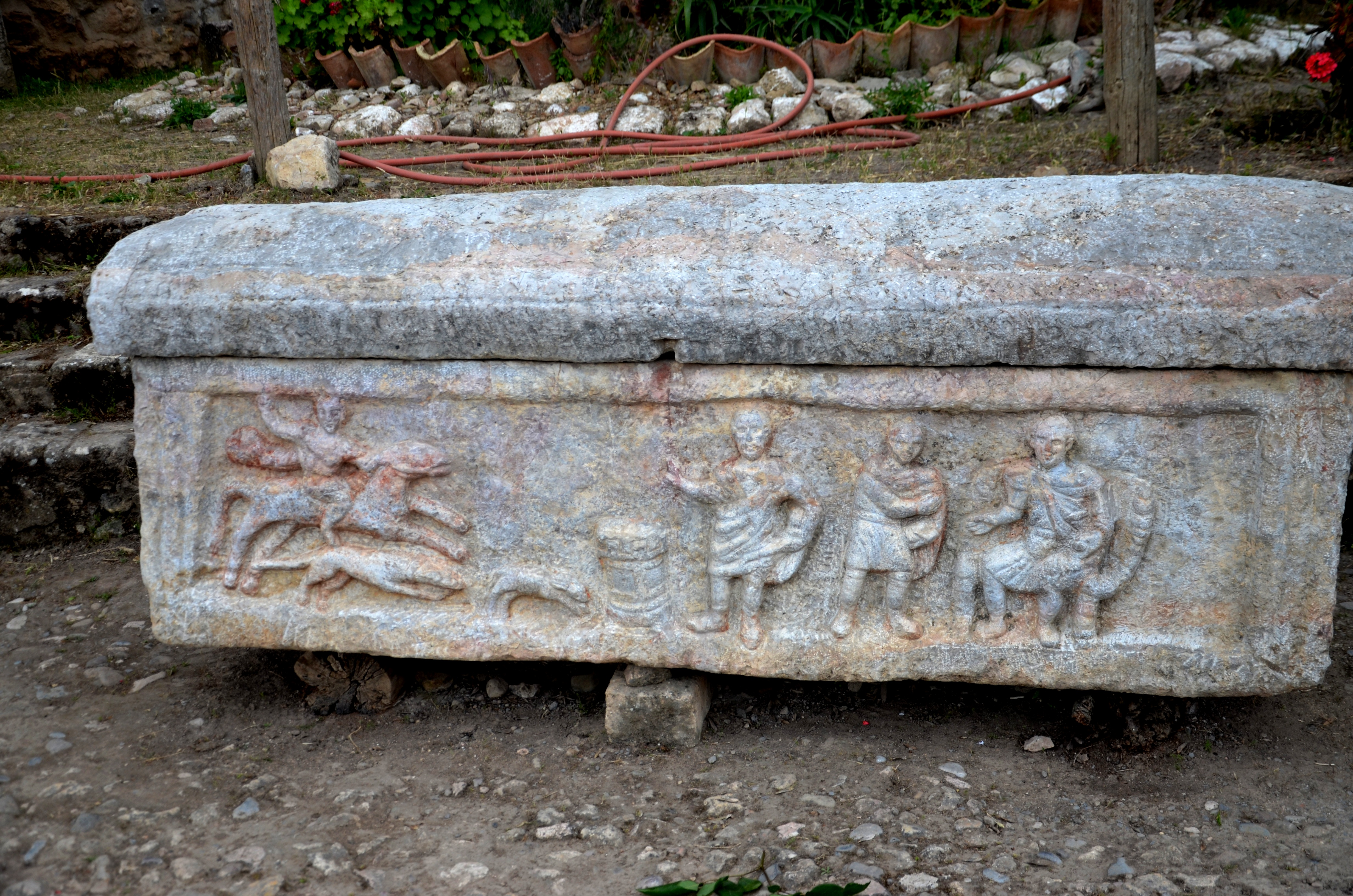
Cercueil romain

Le musée de Mila compte dans sa collection : des sarcophages antiques ornés de sculptures, des fontaines romaines, de la mosaïque et de nombreuses bornes d'épigraphes et d'épitaphes. Il abrite notamment la statue de « Milo », la plus grande statue au monde sculpté à partir d'une seule pièce de marbre, cette sculpture représente une forme humaine de près de deux mètres de hauteur.
Mila est un bastion du malouf, la ville ayant une relation culturelle étroite avec Constantine, elle possède des traditions séculaires et bien ancrées dans ce domaine musical et compte de grands noms en la matière.
La ville organise un salon de l'artisanat depuis 2007 et un salon national du couscous,.

## Infrastructures

### Éducation
La ville de Mila abrite le centre universitaire Abdelhafidh Boussouf, il est le premier établissement universitaire créé dans la wilaya de Mila, ouvert au début de l'année universitaire 2008-2009 et compte plus de 1 000 étudiants. Le centre dispose de trois instituts :l'Institut des Sciences et Technologie, l'Institut des  sciences économiques, commerciales et de gestion 
et l'Institut des lettres et des langues. Il est également le premier centre universitaire algérien à remplacer le français par l'anglais en 2019, sur les documents administratifs et officiels.

### Santé
La commune dispose de deux hôpitaux publics: l'hopital des Frères Tobal, de 88 lits et l'hôpital des Frères Maghlaoui, de 166 lits.

## Économie

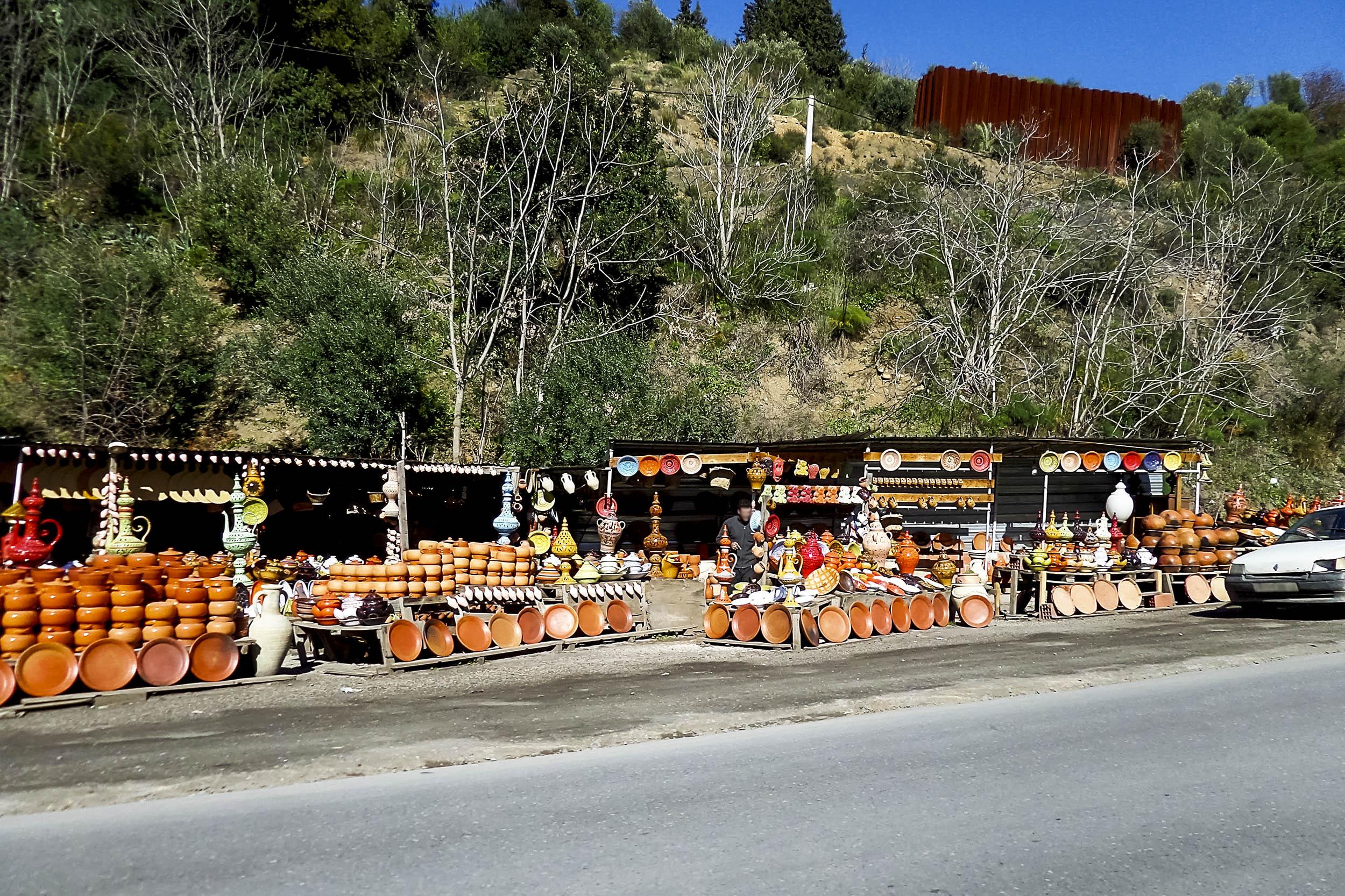
Produits artisanaux.

Mila dispose d'une zone industrielle à l'est. La spécialité traditionnelle de la ville est le travail de l'argile et compte des ateliers de poterie céramique. Elle avait une réputation dans la fabrication de la tuile, notamment à l'époque ottomane où s'était répandue la construction des méchaïres, sorte de fours traditionnels construits en brique et dont les vestiges sont visibles à ce jour. 

## Patrimoine
La ville possède une vieille médina toujours ceinte d’une muraille byzantine qui remonte au VIe siècle, sur une longueur de 1 200 mètres. Elle est classée patrimoine protégé par le ministère de la Culture algérien.
La ville renferme également de nombreux monuments historiques tels que la fontaine Aïn Lebled qui remonte à l'époque romaine, et la mosquée omeyyade de Sidi Ghanem, construite en l'an 59 de l'Hégire par Abou al-Mouhajir Dinar, l'un des compagnons du Prophète Mahomet et qui était auparavant une église byzantine. C'est la plus ancienne mosquée en Algérie et la deuxième plus ancienne en Afrique du Nord.
Le vieux moulin à grains de Sennaoua est lié au mouvement national algérien, il avait abrité de nombreuses rencontres secrètes des militants notamment ceux du Mouvement pour le triomphe des libertés démocratiques (MTLD) puis s'en était servi pour cacher les armes collectées après la création de l'Organisation spéciale (OS) en 1947.

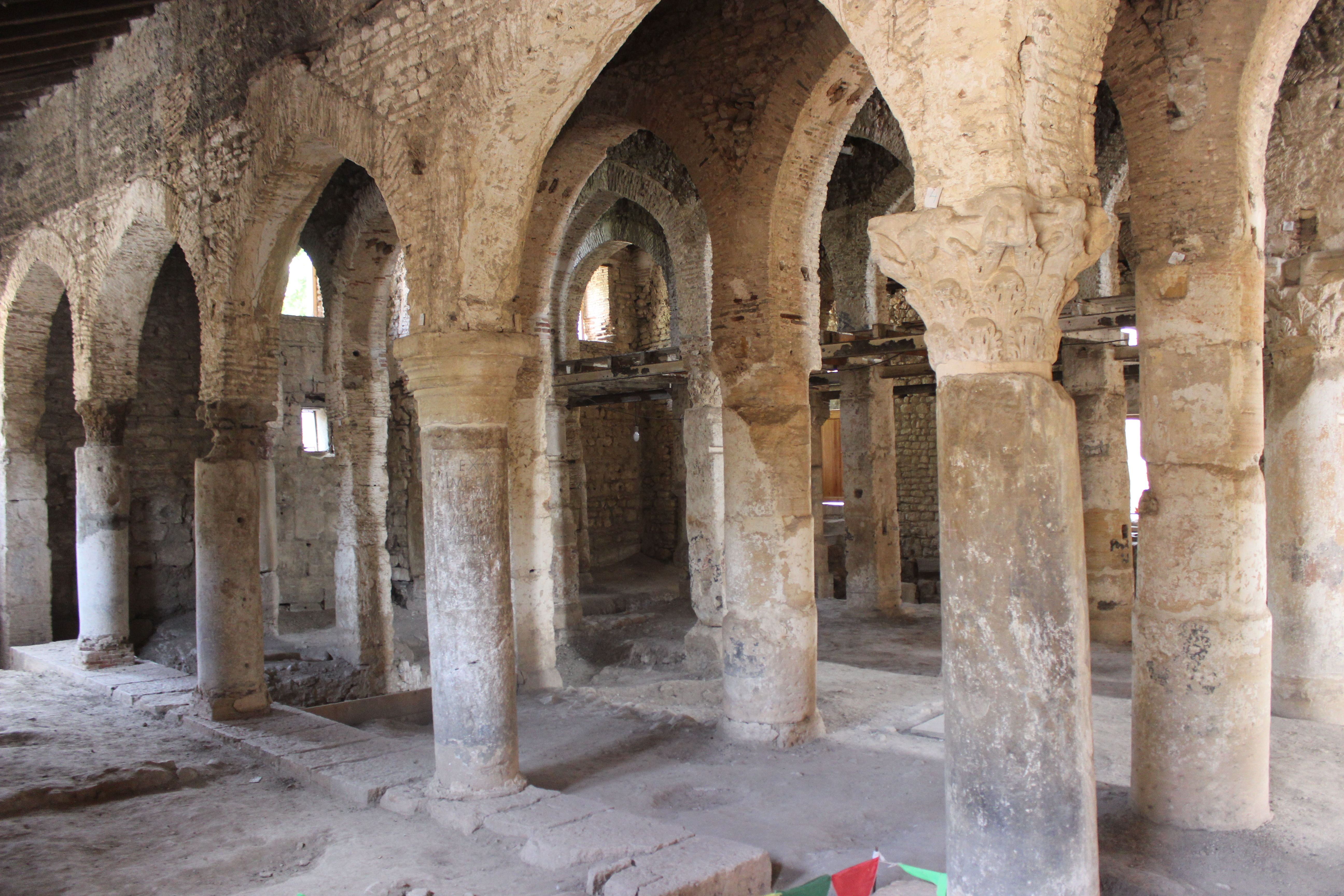
La mosquée Sidi Ghanem.
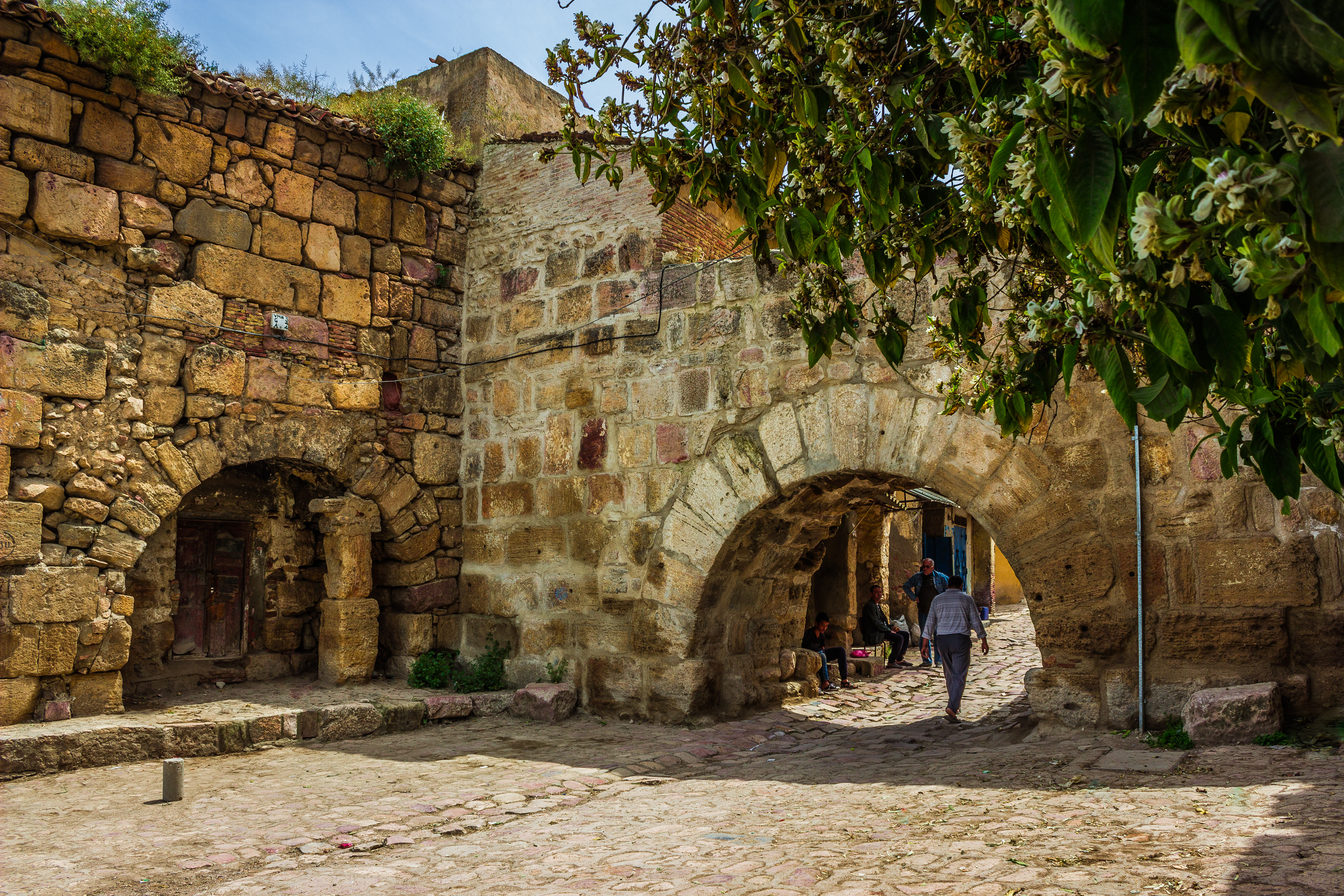
Bab el Bled, porte de la vieille ville.
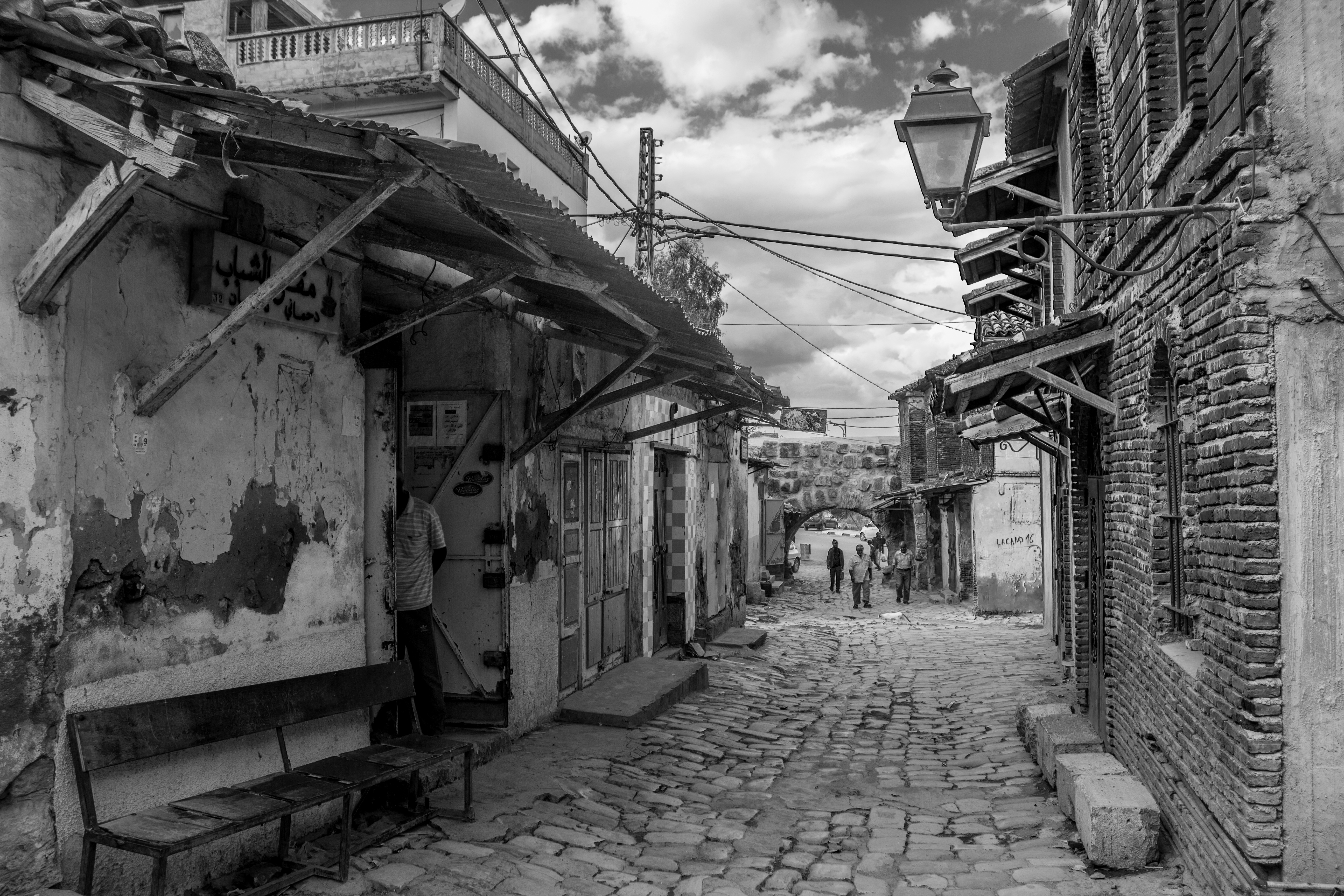
La médina.
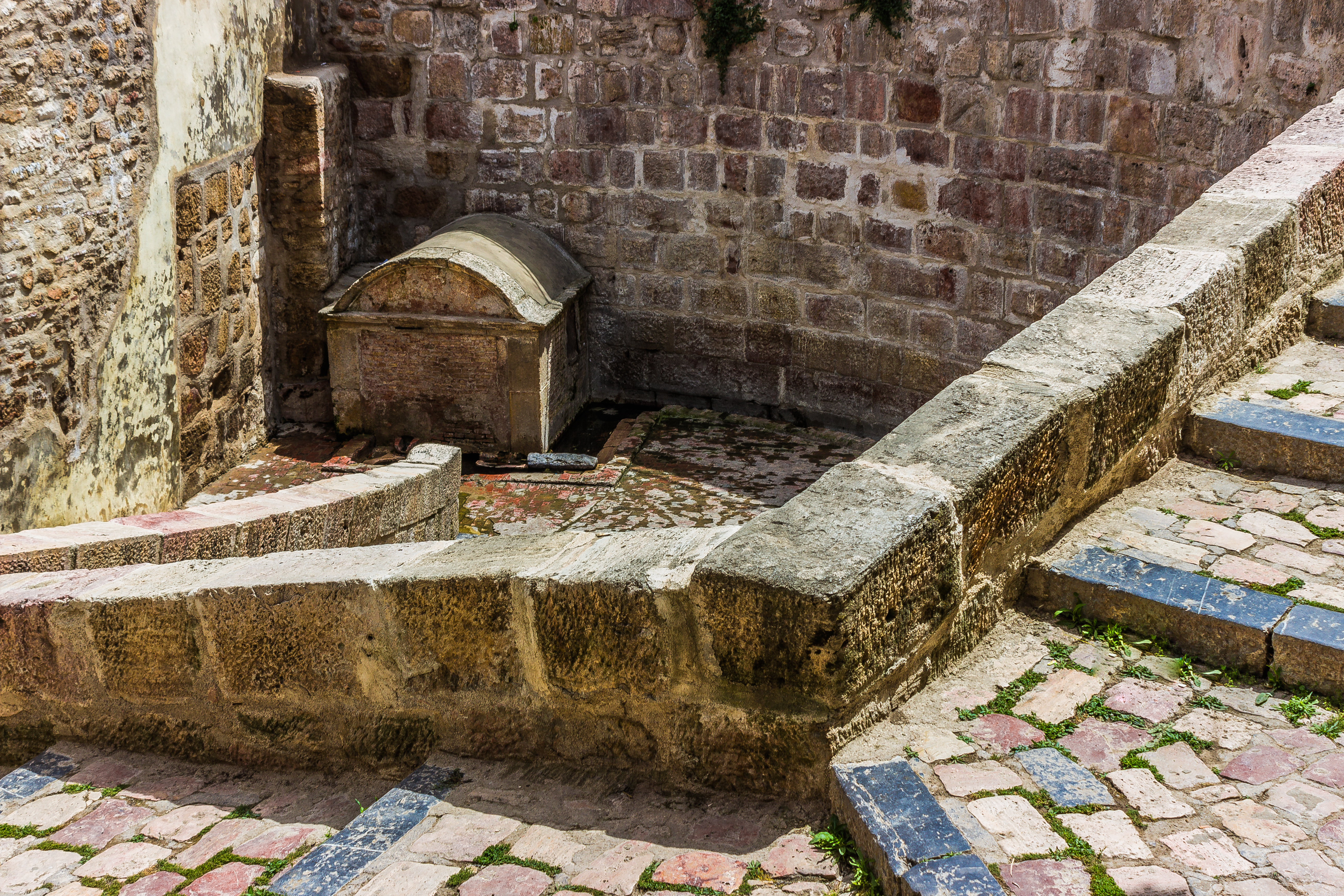
La fontaine Aïn Lebled

## Personnalités liées à la commune
- Étienne Sergent, chercheur et biologiste français, y est né en 1878;
- Mohamed Salah Bentiar, premier imam post indépendance, y est né en 1904[pertinence contestée];
- Abbas Bencheikh, ouléma, homme politique algérien, y est né en 1912;
- Lakhdar Bentobal, militant indépendantiste et homme politique algérien, y est né en 1923;
- Abdelhafid Boussouf, militant nationaliste algérien, y est né en 1926;
- Deraji Benkara, premier médecin post indépendance, y est né en 1908;[pertinence contestée]
- Abdelhamid Brahimi, homme politique, y est né en 1936;
- Abdelhak Benhamada, inspecteur général de mathématiques, y est né en 1955;[pertinence contestée]
- El Hachemi Djaâboub, homme politique, y est né en 1955;
- Mohamed Lamine Zemmamouche, footballeur international algérien, y est né en 1985;
- Hamza Koudri, footballeur international algérien, y est né en 1987;
- Billel Bouldieb, footballeur algérien, y est né en 1988.